# Schmalzingergasse 2 (Ingolstadt)
Das Wohnhaus an der Schmalzingerasse 2 befindet sich im Zentrum der Ingolstädter Altstadt. Das auf das späte 19. Jahrhundert zurückgehende Mehrfamilienhaus ist unter der Aktennummer D-1-61-000-394 in der Denkmalliste Bayern eingetragen.

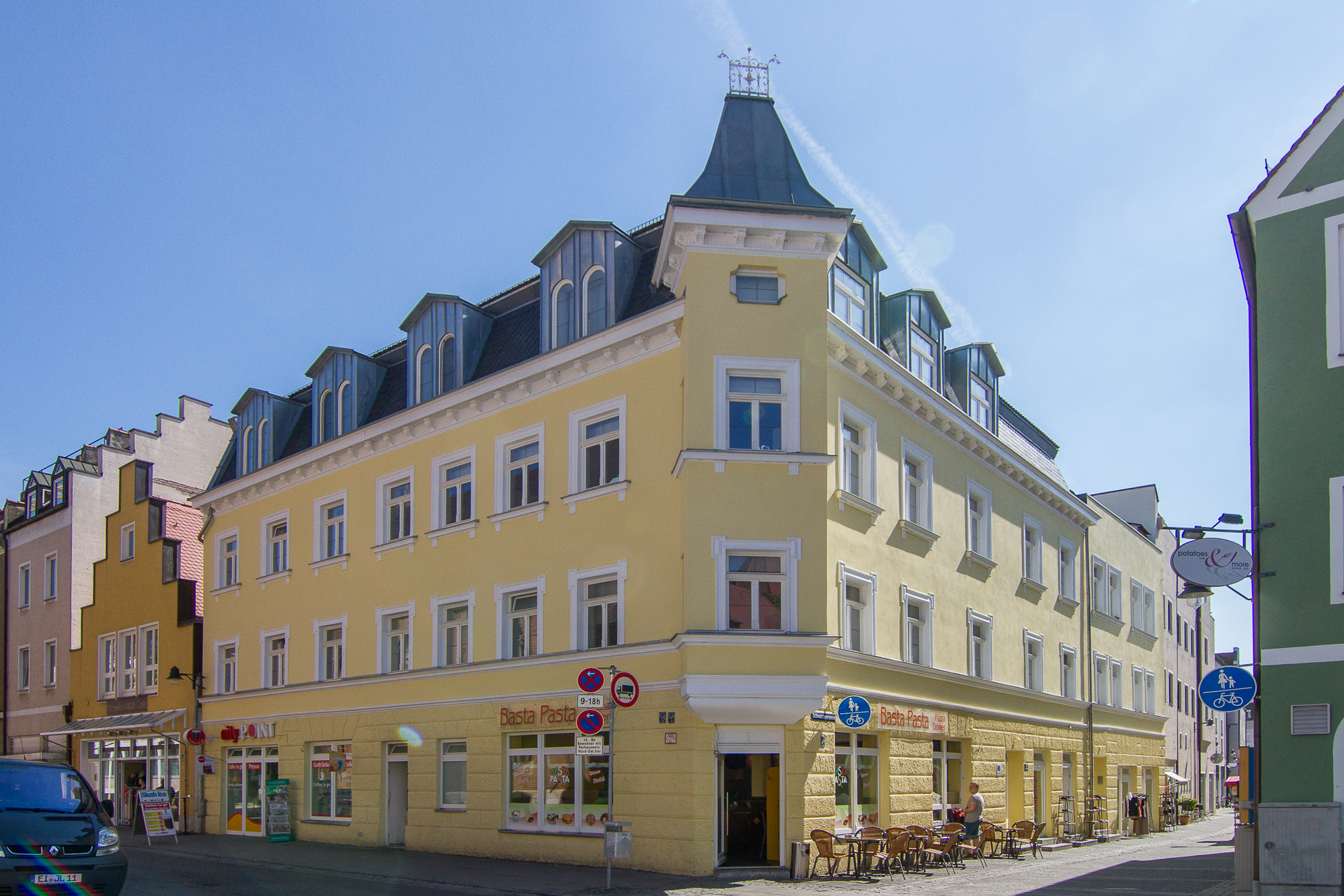
Hauptfassade

## Geschichte
Das dreigeschossiges Eckhaus mit Mansardwalmdach und Eckerker stammt von Otto Abe aus dem Jahr 1897 unter Zusammenfassung dreier Vorgängerbauten. Jahrelang stand das Denkmal leer und wurde in den 2000er Jahren vom örtlichen Architekten und Denkmalpfleger Andreas Mühlbauer saniert. Im Sockelgeschoss des Mietshauses befinden sich seitdem Läden und in den Etagen darüber Wohnungen.

## Denkmal
Der Abebau steht unter Denkmalschutz und ist im Denkmalatlas des Bayerischen Landesamtes für Denkmalpflege und in der Liste der Baudenkmäler in Ingolstadt eingetragen.